# Звенигородка (Вознесенський район)
Звенигоро́дка —  село в Україні, у Веселинівській селищній громаді Вознесенського району Миколаївської області. Населення становить 188 осіб. Орган місцевого самоврядування — Веселинівська селищна рада. До 1946 р. носило назву Волощуки.

## Географія
Межує з селом Кременівка та селом Поріччя.